# Malthus (demonio)

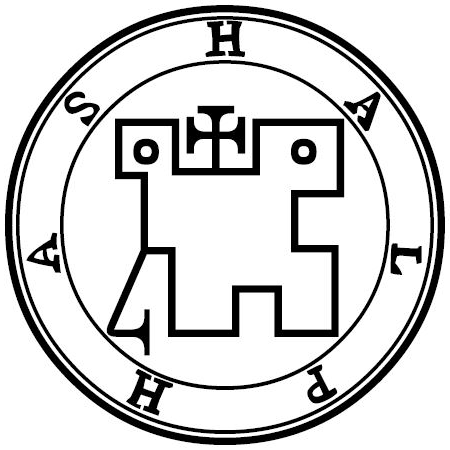
Sigilo de Malthus o Halphas

En demonología, Malthus (También llamado Halphas, Malthas, Malthous) es un Conde del Infierno que comanda 26 legiones de demonios, según su descripción en el Ars Goetia, La Llave Menor de Salomón y otros grimorios demonológicos.
Malthus construye torres y las llenas de municiones y armas, así como un armero. Su voz se describe como ronca y grave. Comanda a sus legiones y a los ejércitos de hombres a la batalla. Se muestra en la forma de un gran cuervo.